# Première pierre

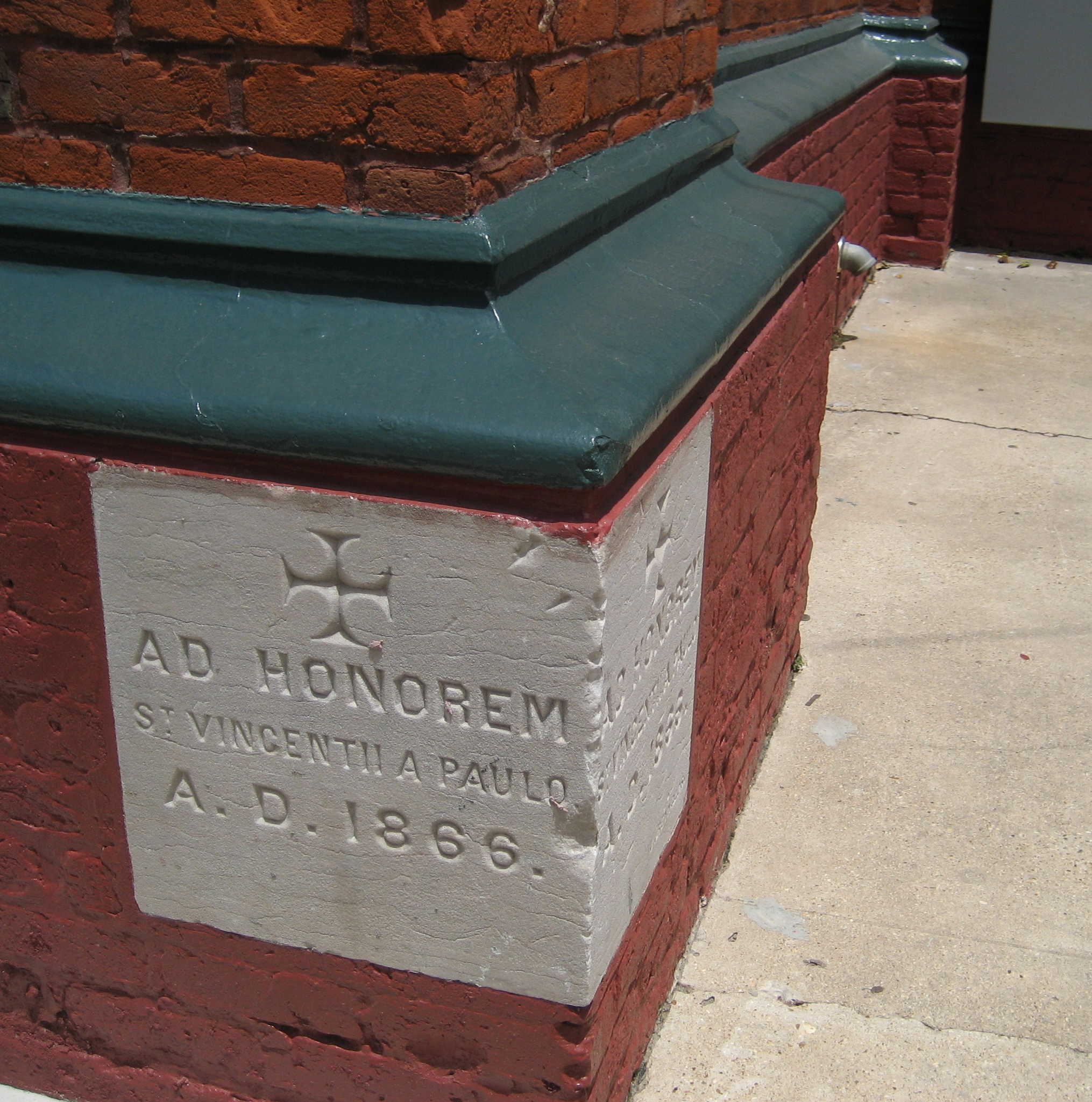
Pierre d'angle de l'église Saint-Vincent-de-Paul de La Nouvelle-Orléans, portant la date de sa construction : A.D. 1866.

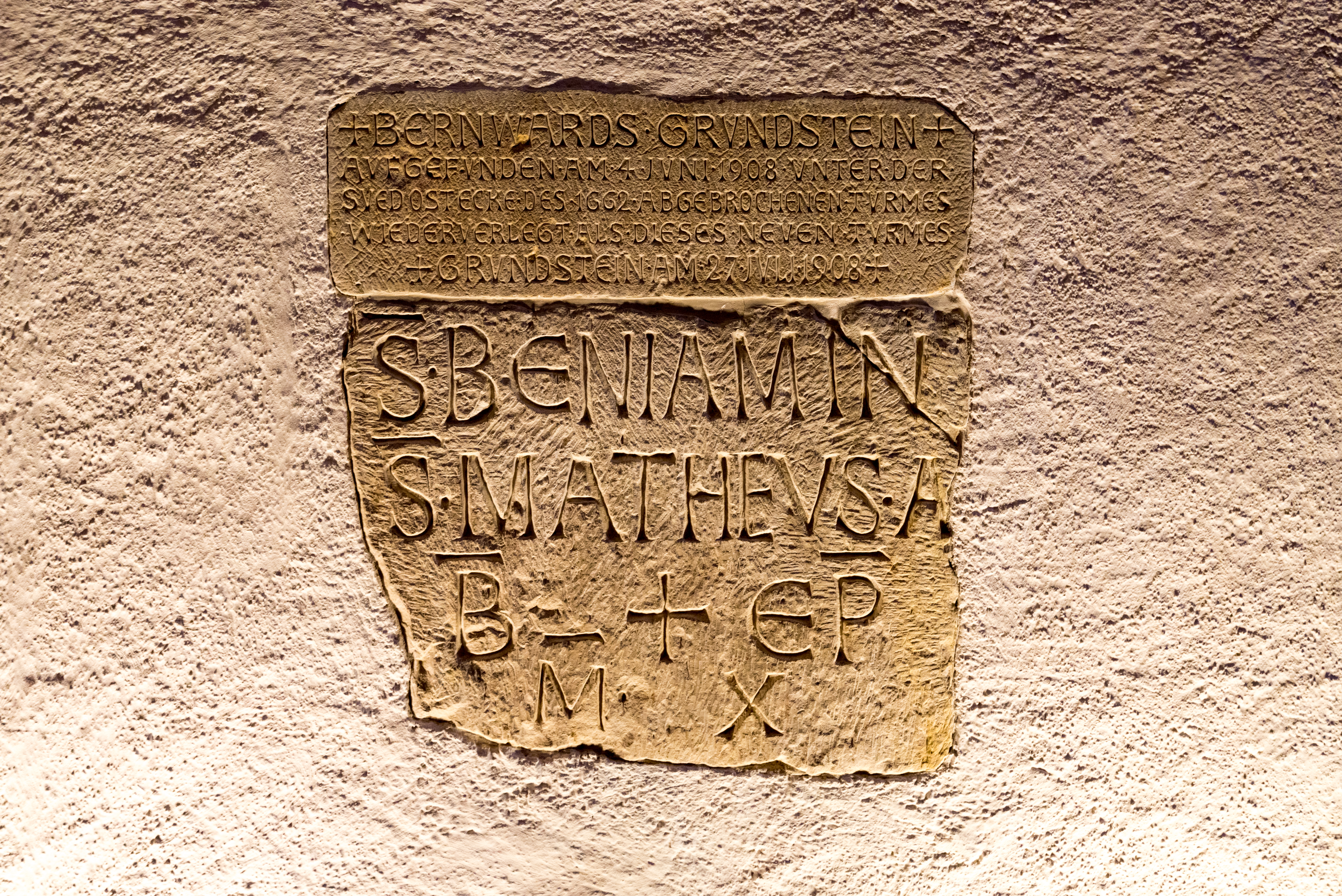
Première pierre de la Michaeliskirche à Hildesheim de l'an 1010.

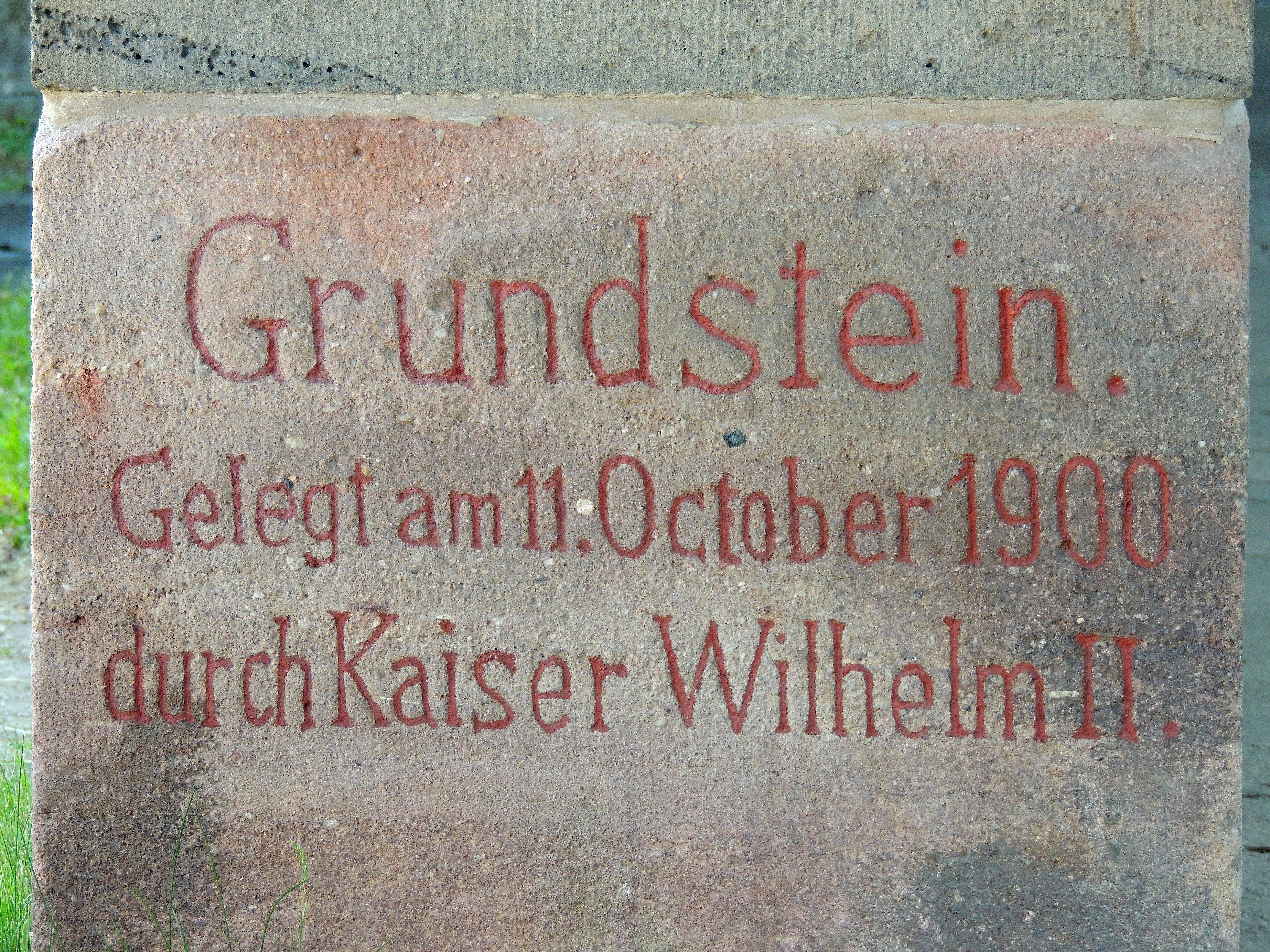
Première pierre du château de Saalburg du 11. Octobre 1900

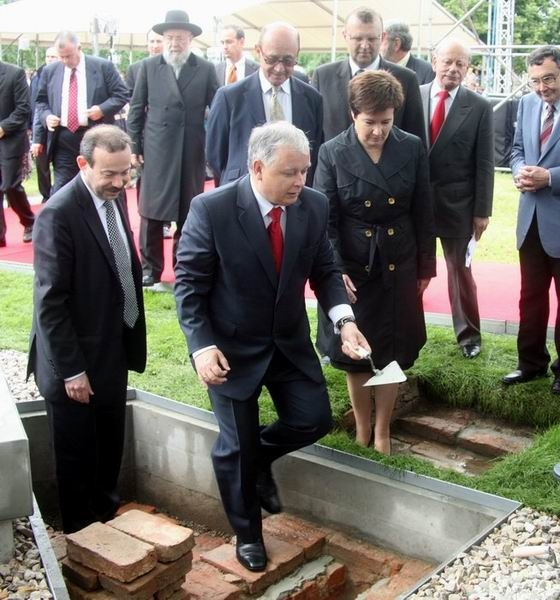
Le président Lech Kaczyński lors de la pose de la première pierre du Musée de l'Histoire des Juifs polonais à Varsovie

La pose de la première pierre est une cérémonie autour d'une première pierre symbolique sur laquelle une nouvelle structure est érigée. Elle se distingue des autres par le fait qu'elle a été posée au cours d'une cérémonie, généralement par un officiel, acquérant ainsi une valeur symbolique. Cette pierre reste parfois visible de l'extérieur, une fois le bâtiment terminé, en particulier à l'un des angles, afin de porter une plaque commémorative. Elle peut également contenir une capsule temporelle.
La pose de la première pierre ne coïncide pas avec le début effectif de la construction - dans la plupart des cas le début des travaux de terrassement, c'est-à-dire le creusement de la fosse d'excavation - qui est souvent célébré par une autre cérémonie : le premier coup de pioche ou la cérémonie d'inauguration des travaux.
Le rituel de la pose de la première pierre lors de la dédicace des édifices religieux apparaît à la fin du Xe siècle et se développe aux XIe et XIIe siècles. À travers ce rituel, l'importance des fondations pour le bâtiment est associée aux métaphores sur les fondements de l'Église, que l'on trouve notamment dans la première épître aux Corinthiens (I Corinthiens 3,10-11) ou l'Évangile selon Matthieu (Matthieu 16,18).
La première pierre et l'inauguration sont les deux cérémonies traditionnelles qui marquent le début et la fin des travaux du bâtiment ou du projet.

## Questions techniques
La pose de la première pierre est célébrée notamment dans les églises et les édifices publics ou semi-publics (comme les mairies ou les bâtiments administratifs ). Un marteau de pierre de fondation particulièrement travaillé artistiquement est généralement utilisé, avec lequel trois coups symboliques sont portés sur la pierre de fondation pour accompagner la consécration ou les bénédictions récitées à haute voix.
Les premières pierres sont souvent creuses et contiennent alors une « capsule temporelle », par exemple un récipient en étain soudé qui peut contenir un document avec des informations sur le projet de construction, des témoins tels que des quotidiens récents ou des pièces de monnaie et éventuellement d'autres objets symboliques. Ces premières pierres sont généralement murées dans la zone de la fondation de sorte qu'elles ne redeviennent accessibles que si le bâtiment est détruit. Une alternative aux capsules temporelles dans les pierres tombales sont les Turmkugel (de), qui sont plus accessibles mais aussi moins protégées.

## Exemples tirés de l'histoire
- De la préhistoire jusqu'à la fin du Moyen Âge, diverses offrandes de construction ont également été faites, dont la signification symbolique est comparable.
- Un arrangement cérémoniel de la pose de la première pierre a été transmis de l'Égypte antique dès la fin de la période ptolémaïque. Dans la construction du temple d'Hathor à Dendérah, par exemple, le roi lui-même a fabriqué et placé la pierre angulaire[2].
- La signification symbolique de la première pierre dans le monde antique se reflète également dans la mention fréquente de « pierre de fondation » ou de manière équivalente « pierre angulaire » dans de nombreux textes bibliques (Jér. 51.26 ; Apoc. 21.14 ; Ps. 117.22 ; Mt 21, 41 ; Mc 12 :10 ; Lc 20 :17 ; Ap 4 :11 ; 1Ecclésiaste 2 :6 et 2 :7)
- La première pierre d'un bâtiment d'église primitive a été conservée à Hildesheim, St. Michael, datée de 1010.
- La sculpture de l'évêque Diederich III. von Isenburg, vers 1230-1240, dans le Paradiesvorhalle (de) de la cathédrale de Münster se trouve peut-être la seule statue médiévale d'un donateur tenant une pierre angulaire dans ses mains[3].
- Parfois, une pierre tombale lapidaire est placée dans les murs du bâtiment au-dessus du niveau du sol afin de rester visible de l'extérieur ou de l'intérieur. Ce type de première pierre a été posé, par exemple, lors de la pose de la première pierre par Guillaume II le 11. Octobre 1900 utilisé pour la reconstruction du fort romain de Saalburg.
- La pose de la première pierre de la chapelle du château de Moritzburg a eu lieu le 1er novembre 1661, le jour de l'anniversaire de l'épouse de Jean-Georges II de Saxe. L'électeur posa lui-même la première pierre et y enferma, entre autres, trois pièces du premier Schautaler pour la pose de la première pierre de la chapelle du château de Moritzburg près de Dresde (de)[4].
- Il existe également des cas où la pose de la première pierre en tant que début symbolique de la construction - c'est-à-dire au lieu d'un (premier) premier coup de pioche solennel - a eu lieu très tôt et que les travaux de construction finaux n'ont commencé que quelque temps plus tard, comme dans le cas du monument Düppel.
- Dans les temps modernes, les truelles et les marteaux utilisés par les participants éminents pour poser la première pierre ont été conservés, par exemple la truelle en argent que le maire de Brême Johann Smidt (de) et le sénateur Georg Gröning (de) ont utilisée en 1828 pour fonder la chambre de l'écluse du vieux port de Bremerhaven, qui avait été fondée peu de temps auparavant[5].